# منگولیا جاردیننسیس
منگولیا جاردیننسیس (نام علمی: Magnolia jardinensis) نام یک گونه از سرده مگنولیا است.